# Allan Octavian Hume
Allan Octavian Hume (ur. 6 czerwca 1829 w St Mary Cray w hrabstwie Kent, zm. 31 lipca 1912 w Londynie) – brytyjski urzędnik korpusu cywilnego, reformator polityczny, ornitolog, znany jako współzałożyciel indyjskiej partii politycznej Indyjski Kongres Narodowy (1885).
Pochowany został na Brookwood Cemetery w hrabstwie Surrey.